# Unguicularia aspera
Unguicularia aspera är en svampart som först beskrevs av Elias Fries, och fick sitt nu gällande namn av John Axel Nannfeldt 1932. Unguicularia aspera ingår i släktet Unguicularia och familjen Hyaloscyphaceae.   Inga underarter finns listade i Catalogue of Life.
I den svenska databasen Dyntaxa används istället namnet Urceolella aspera för samma taxon.  Arten är reproducerande i Sverige.